# Corumbá
Corumbá là một đô thị thuộc bang Mato Grosso do Sul, Brasil. Đô thị này có diện tích 64960,863 km², dân số năm 2007 là 96343 người, mật độ 1,48 người/km².